# South Charford
South Charford – wieś w Anglii, w hrabstwie Hampshire. Leży 29 km na zachód od miasta Winchester i 129 km na południowy zachód od Londynu.